# 金子正明
金子正明（日语：／ Kaneko Masaaki，1940年7月8日—），日本男子摔跤运动员。他曾代表日本参加1968年夏季奥林匹克运动会摔跤比赛，获得男子自由式63公斤级金牌。他也曾参加1966年亚洲运动会。